# Фрате (Пескара)
Фрате (итал. Fratte) је насеље у Италији у округу Пескара, региону Абруцо.
Према процени из 2011. у насељу је живело 129 становника. Насеље се налази на надморској висини од 571 м.